# HK G11
Pour les articles homonymes, voir G11.
 (mars 2017).
Si vous disposez d'ouvrages ou d'articles de référence ou si vous connaissez des sites web de qualité traitant du thème abordé ici, merci de compléter l'article en donnant les références utiles à sa vérifiabilité et en les liant à la section « Notes et références ».
L'HK G11 est un fusil d'assaut de l'Allemagne de l'Ouest présentant des caractéristiques nouvelles pour l'époque. Il ne dépassa cependant pas le stade expérimental malgré des qualités certaines.

## Histoire

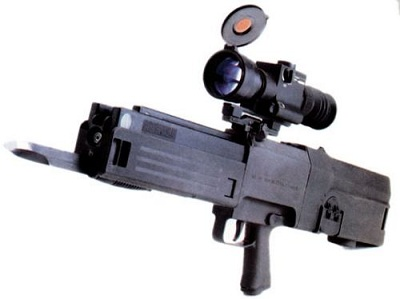
Version finale du G11 avec une baïonnette.

Le développement du fusil G11 commença dans les années 1960, au moment où le gouvernement allemand décida de remplacer le fusil G3 en usage par une arme plus efficace et plus légère. Les premières études débouchèrent sur le principe d’un fusil de petit calibre à tir rapide utilisant une munition sans étui. Afin que cette arme de petit calibre ait une puissance d’arrêt suffisante, l’arme devait être capable de tirer des rafales courtes et disposer d’un chargeur de grande capacité. Cette nouvelle arme, appelée G11 fut développée en partenariat par Heckler & Koch et la société Dynamit Nobel. HK était responsable du développement de l’arme tandis que Nobel se chargeait de la munition. Les tests de l’armée allemande commencèrent en 1988. 
Pendant les deux ans de tests techniques et de terrain, un certain nombre de modifications furent apportées tant à l’arme qu’à sa munition. Le résultat final fut le G11 K2, deuxième version du G11. Il comporte des améliorations dans le fonctionnement des pièces et l’ergonomie générale de l’arme, inspirées par les tests sur le terrain. La munition initiale qui avait tendance à se déclencher toute seule lorsque l'arme était chargée fut améliorée. Concernant le G11 proprement dit, le changement essentiel porte sur le garde-main et la poutre qui furent redessinés pour permettre de fixer ensemble trois chargeurs de 45 cartouches chacun. Ce qui veut dire que pour un poids inférieur à 5 kg, un soldat peut porter 135 cartouches dans les chargeurs déjà installés sur l’arme. Le chargeur central alimente l’arme et peut être très rapidement remplacé par un des chargeurs latéraux au cours du rechargement. La Bundeswehr opta finalement pour le plus classique HK G36 en 1996 pour des raisons de coût et d'interopérabilité avec la cartouche standard OTAN.

## Caractéristiques

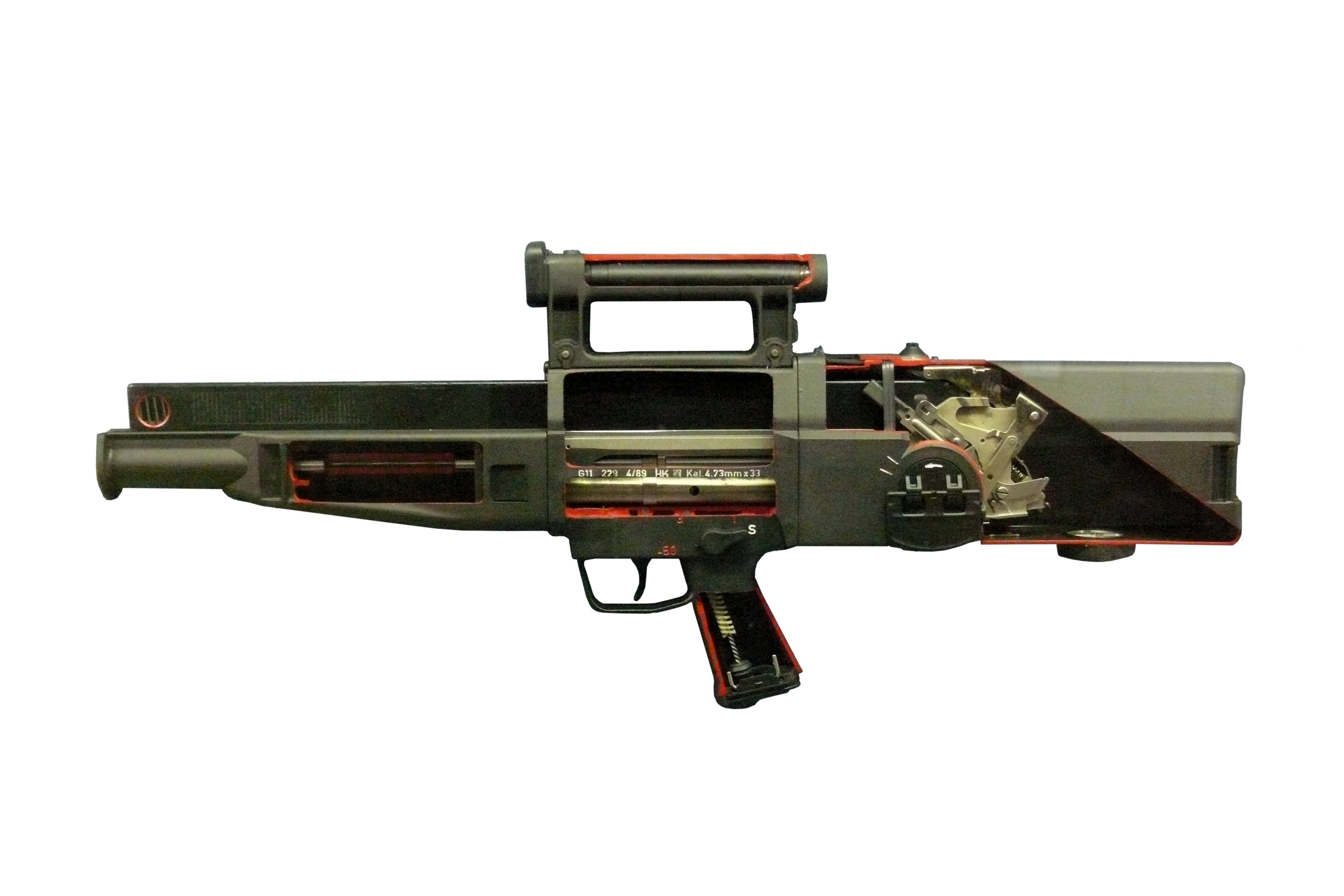
Modèle en coupe d'un G-11.

Calibre4,73 × 33 mm sans étui
Fonctionnementfusil à culasse pivotante, sélecteur de tir fonctionnant par emprunt de gaz (semi-auto, rafale de 3 coups, auto)
Poids3,8 kg
Longueur752 mm
Canon540 mm
Vitesse initiale930 m/s
Viséeoptiques; Viseurs spéciaux, par exemple pour la visée nocturne, en option
Portée maximale efficace400 m
Capacité du chargeur45 cartouches (3 chargeurs sont fixés directement sur l’arme)
Cadence de tir600 coups par minute en tir continu, 2 000 coups par minute en rafales de trois
FabricantHeckler & Koch, Allemagne

## Évaluation

### Précision
Pendant les tests du G11 K2 à l’automne 1989, de jeunes recrues de l’armée allemande obtinrent 50 % de coup au but en plus avec le G11 qu’avec le G3.

### Fiabilité
C'est sans doute la raison pour laquelle le G11 n'a pas été retenu. En effet, le G11 utilise une munition sans étui, c’est-à-dire sans étui métallique. Un des inconvénients d'un tel système est que la chaleur produite au moment de la mise à feu de la munition n'est pas évacuée aussi efficacement que quand on utilise le système standard d'éjection de l'étui brulant de la munition. Ce qui crée une accumulation de chaleur, surtout en tir automatique, et peut provoquer ainsi des mise à feu intempestives de la munition qui se trouve dans la chambre.
De plus, ce même système fait que les munitions sont plus fragiles et donc moins fiables quand elles se trouvent dans les chargeurs, quand l'arme est utilisée dans des conditions de chaleur extrême (désert) ou de forte humidité ambiante (jungle).

### Poids
À l'heure actuelle, le poids moyen d'un fusil d'assaut est d'environ 4 kg. Avec 3,8 kg, cette arme reste dans la norme.

### Recul

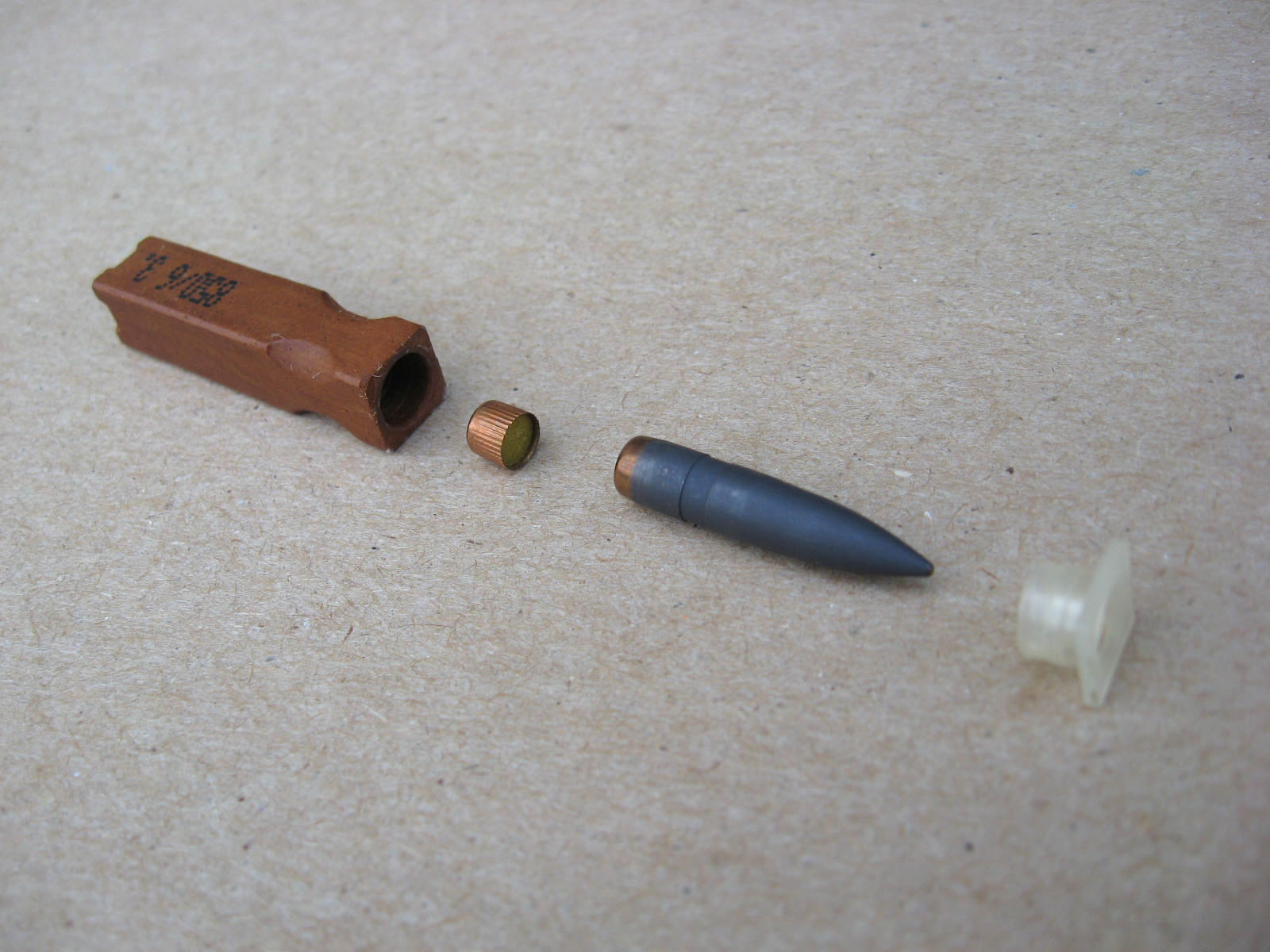
Éléments d'une cartouche de 4.73 mm x 33 mm. Les composants sont, de gauche à droite, le propergol solide, l'amorce, la balle, et un capuchon en matière plastique qui sert à maintenir la balle centrée dans le bloc de propergol.

La cartouche sans étui dite également munition télescopée légère et rapide de 4,73 mm pour une masse de 3,25 g et une vitesse initiale de 930 à 960 mètres par seconde présente un recul faible. Les rafales de trois coups bénéficient d'une cadence de tir très élevée (2 000 coups par minute), le recul de l'arme se fait alors ressentir après que la dernière balle a quitté le canon et ne pénalise donc pas la visée.

### Puissance d’arrêt
Élevée en raison de la cadence de tir élevée, seulement en mode rafale de trois coups qui favorise les impacts multiples.

## Culture populaire
Le G11 fait plusieurs apparitions dans la culture populaire.

### Cinéma
- Demolition Man
- Tuer n'est pas jouer
- Total Recall
- Evangelion

### Jeux vidéo
- Call of Duty: Black Ops
- Combat Arms
- Fallout 2
- Chaser
- Jagged Alliance: Back in Action
- Syphon Filter 2
- Syphon Filter: Logan's Shadow
- Cold Winter
- Wargame: Red Dragon
- Counter Strike Nexon: zombies
- Tom Clancy's Ghost Recon Phantoms
- CrossFire (Free2Play)
- IGI2 : Covert strike
- Girls' Frontline
- Phantom Forces